# Revista de Filosofía (Universidad Complutense de Madrid)
Revista de Filosofía es una revista dirigida y coordinada en la Facultad de Filosofía de la Universidad Complutense de Madrid (UCM).

## Historia
La Revista de Filosofía, fundada en Madrid en 1942, fue publicada ininterrumpidamente hasta 1969 (años I a XXVIII, números 1 al 111) por el Instituto Luis Vives del Consejo Superior de Investigaciones Científicas. Interrumpida su publicación durante cinco años, el mismo Instituto volvió a publicarla en una segunda época, primero con un volumen en 1975 y, posteriormente, de 1979 a 1986 (volúmenes II a IX). 
Al desaparecer el Instituto Luis Vives, la Universidad Complutense de Madrid, queriendo contribuir a la continuidad de la revista más antigua de España dedicada exclusivamente a temas filosóficos, obtuvo del Consejo Superior de Investigaciones Científicas la cesión de la Revista de Filosofía, cuya publicación prosigue a partir de 1987 en una 3ª época.